# Narceus gordanus
Narceus gordanus är en mångfotingart som först beskrevs av Chamberlin 1943.  Narceus gordanus ingår i släktet Narceus och familjen Spirobolidae. Inga underarter finns listade i Catalogue of Life.